# Heavens to Betsy (banda)
Heavens to Betsy fue una banda estadounidense influenciada principalmente por el indie pop y el punk. Formada en Olympia, Washington en 1991, fue parte de la ética lo-fi (o DIY), promovida por la subcultura punk en la música underground. Fue la primera banda de la cantante y guitarrista Corin Tucker, quien años después se destacó como integrante de Sleater-Kinney. Heavens to Betsy también es considerada como una de las bandas principales entre las que fundaron e inicialmente lideraron la corriente social y artística ligada al feminismo y a la escena alternativa conocida como Riot Grrrl!

## Historia
Las integrantes de Heavens to Betsy eran Tracy Sawyer, en batería y ocasionalmente en bajo eléctrico, y Corin Tucker, en guitarra y voz. Sawyer y Tucker eran alumnas de un colegio de Olympia, Washington, llamado Evergreen State College. Una de sus primeras apariciones fue en la Convención Internacional Underground de Pop, organizada en 1991 por la compañía discográfica independiente K Records. Para una de las noches del festival se estableció un programa totalmente femenino, llamado Love Rock Revolution Girl Style Now, y subieron al escenario solistas femeninas y bandas compuestas exclusivamente por mujeres: Heavens to Betsy, Bratmobile, Jean Smith (de Mecca Normal) y 7 Year Bitch, entre otras. Esa noche es ampliamente considerada como uno de los hitos seminales en el surgimiento de la corriente Riot Grrrl!
El primer registro discográfico de Heavens to Betsy fue un sencillo de K Records compartido con la banda Bratmobile, hoy considerado una grabación fundacional del movimiento Riot Grrrl! La banda grabó tres sencillos, contribuyó a varias compilaciones, y publicó un álbum titulado Calculated, que fue editado en vinilo y en disco compacto. Las grabaciones de Heavens to Betsy son muy buscadas hoy en día por coleccionistas. Una de las compilaciones, Free to Fight (Libre para pelear), incluyó un tema de la banda Excuse 17, de la cual Carrie Brownstein era integrante. Tucker y Brownstein comenzaron a hacer música juntas, y cuando Heavens to Betsy se disolvió a mediados de los años 90, ambas fundaron la banda Sleater-Kinney. En 2013, varias de las canciones de Heavens to Betsy (todas tomadas de su álbum Calculated) fueron incluidas en el exitoso videojuego Gone Home, entre ellas el tema Complicated, que se usa para acompañar los títulos finales del juego.

## Discografía

### Álbumes
- Demo autotitulado, editado en casete (1992)
- Calculated, álbum CD/LP, Kill Rock Stars (1994)

### Sencillos y EP
- My Secret (Heavens to Betsy)/Cool Schmool (Bratmobile), sencillo compartido 7", K Records (1992)
- These Monsters Are Real, EP 7", Kill Rock Stars (1992)
- Direction, sencillo 7", Chainsaw Records (1994)

### Compilaciones
- Throw, compilación CD, tema Baby's Gone, Yoyo Recordings (1992)
- Julep, compilación CD, tema She's the One, Yoyo Recordings (1993)
- Kill Rock Stars, compilación CD/LP, tema My Red Self, Kill Rock Stars (1994)
- Free to Fight, compilación CD doble/LP triple, tema Get Out of My Head, compilación publicada conjuntamente por Candy Ass Records y Chainsaw Records (1995)
- Yo Yo A Go Go, compilación CD/LP, tema Axemen, Yoyo Recordings (1996)
- Some Songs, compilación CD, tema Firefly, Kill Rock Stars (1997)

### Bandas de sonido
- Varios temas, incluyendo My Secret, aparecen en el mediometraje I Was a Teenage Serial Killer (1993), escrito, dirigido y producido por Sarah Jacobson
- Varios temas del álbum Calculated aparecen en el videojuego Gone Home (2013), de Fullbright